# Paula Welden

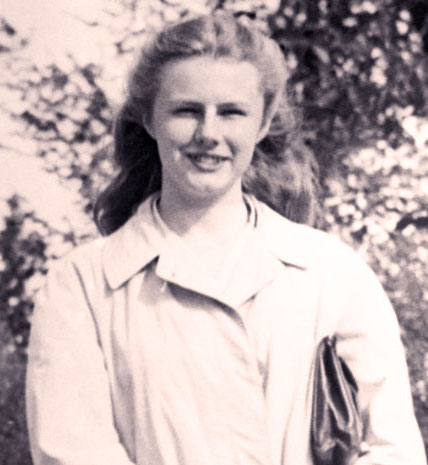
Paula Welden

Paula Jean Welden, född 1928, var student vid högskolan Bennington College i Bennington, Vermont, USA. Hon försvann spårlöst den 1 december 1946 i samband med en fotvandring på vandringsleden Long Trail strax utanför Bennington. Hennes försvinnande är än i dag ett olöst fall.
Paula Welden var den äldsta av de fyra döttrarna till formgivaren William Archibald Welden (1900−1970) och hans hustru Jean (1901−1976), från Stamford, Connecticut.
Paula Weldens mystiska försvinnande skedde i det stora vildmarksområdet kring det 1 142 meter höga Glastenbury Mountain, beläget strax nordost om Bennington.
Trots omfattande sökinsatser fann man aldrig några som helst spår efter henne.
Vid tidpunkten för Paula Weldens försvinnande fanns det i delstaten Vermont ingen delstatlig polis, varför man tvingades ta hjälp av delstatspolisen i Connecticut. Hanteringen av fallet kritiserades starkt av bland andra Paulas far. Inom sju månader efter försvinnandet etablerades en delstatlig polis i Vermont.

## Andra fall
I området kring Bennington rapporterades minst fyra andra oförklarade försvinnanden mellan 1945 och 1950. Till följd av detta kom den Vermontbaserade författaren och radioprataren Joseph A. Citro att kalla vildmarksområdet nordost om Bennington för "the Bennington Triangle", med referens till de oförklarade försvinnandena i den så kallade Bermudatriangeln.